# Буржуйка

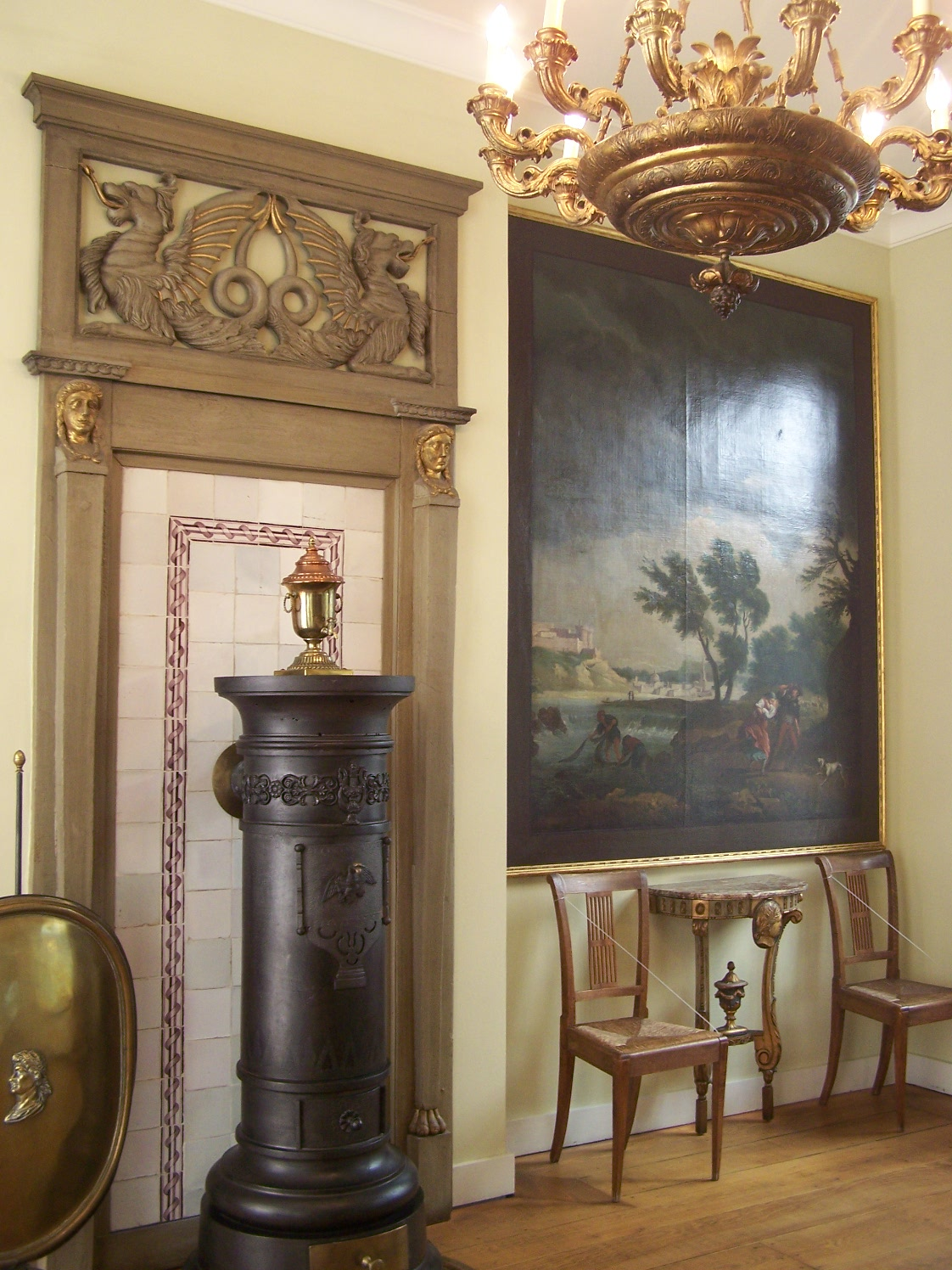
Декоративна піч-«буржуйка»

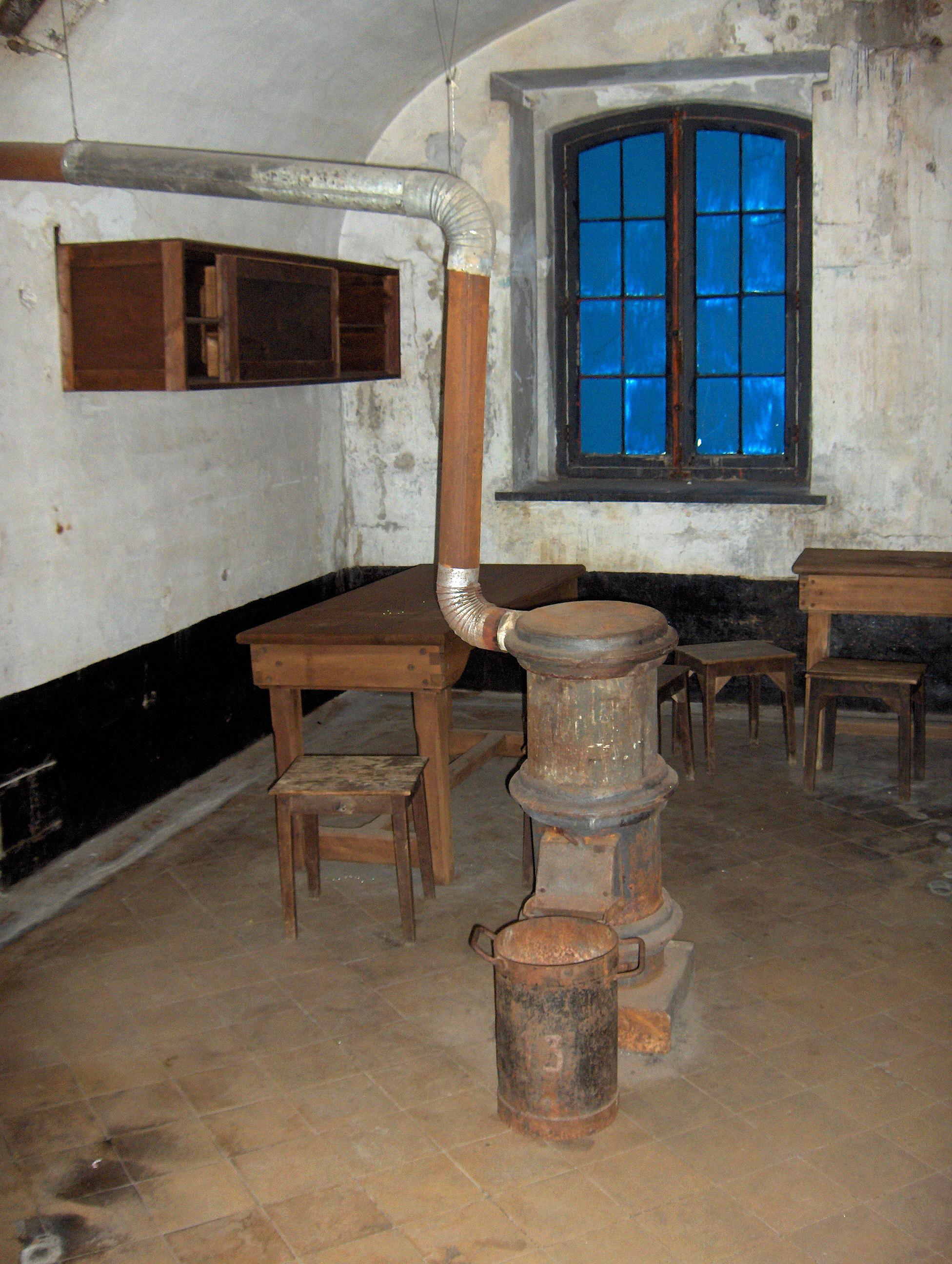

Буржуйка — металева піч для обігріву приміщень та приготування їжі, популярна в першій половині XX століття.
Отримала поширення в часи економічної скрути, зникла після поширення центрального опалення і газових печей. Піч швидко прогріває приміщення. Як паливо в «буржуйці» могли використовуватися не тільки дрова і хмиз, але і папір старих газет.
Подібні печі, переважно кустарного виготовлення, широко застосовувалися в роки Другої світової війни (як у квартирах і установах після відключення центрального опалення, так і в похідних умовах — в бліндажах, землянках, вагонах-теплушках).
Під час війни на сході України (2014) буржуйки, виготовлені, переважно, зі старих газових балонів, постачались волонтерами в частини, що перебували в польових умовах.

## Походження назви
На початку XX століття ці кімнатні печі широко використовувалася містянами з достатком, так званою «буржуазією». Найчастіше саме вони були власниками засобів виробництва. Під час жовтневого перевороту 1917 року буржуазію масово виселяли з будинків, і їхні кімнатні печі, за асоціацією з їхніми власниками, називали «буржуйками».